# Saint-Martin-l'Heureux
Saint-Martin-l'Heureux è un comune francese di 78 abitanti situato nel dipartimento della Marna nella regione del Grand Est.

## Società

### Evoluzione demografica
Abitanti censiti